# Game – Verband der deutschen Games-Branche
Der game – Verband der deutschen Games-Branche e. V. ist der Verband der deutschen Computer- und Videospielbranche. Der game vertritt die Interessen von Spieleentwicklern, Publishern und weiteren Akteuren der deutschen Computerspielbranche sowie von E-Sport-Veranstaltern, Hochschulen und Dienstleistern. Als Träger der gamescom verantwortet der Verband das weltgrößte Event für Computer- und Videospiele. Der game ist Gesellschafter der Unterhaltungssoftware Selbstkontrolle (USK), der Stiftung Digitale Spielekultur sowie Ausrichter des Deutschen Computerspielpreises (DCP).
Der game ist aus einem Zusammenschluss der Branchenverbände BIU – Bundesverband Interaktive Unterhaltungssoftware und GAME – Bundesverband der deutschen Games-Branche hervorgegangen. Der Zusammenschluss erfolgte am 29. Januar 2018. Der Verband hat seinen Sitz in Berlin. Geschäftsführer ist Felix Falk.

## Mitglieder
Im Jahr 2024 sind im Verband mehr als 500 Mitglieder genannt, darunter bekannte Unternehmen wie: Activision Blizzard, Electronic Arts, Google, Meta, Microsoft, Nvidia, Sony und Ubisoft.